# Marius Wingårdh
Marius Wingårdh, pseudonym för Karl Axel Elimar Bæckström, född 7 februari 1903 i Hovförsamlingen, Stockholm, död 6 november 1957 i Danderyds församling, Stockholms län, var en svensk författare och jurist.
Bæckström tog studenten vid Norra Latin i Stockholm 1921, blev jur. kand. 1927 och tjänstgjorde därefter vid svenska beskickningen i Berlin. Efter tingstjänstgöring vid Södertörns och Livgedingets domsagor och Älvdals och Nyeds domsaga var han hovrättsfiskal i Svea hovrätt 1931-32, och därefter advokat i Stockholm från 1936. Han var son till byråchefen i generalpoststyrelsen Elimar Bæckström och Maria Dellwik.
Bæckström är framför allt känd för sina under pseudonymen "Marius Wingårdh" utgivna etikettshandböcker, bl. a. Så går det till i umgänge och sällskapsliv från 1937.